# Pieter van der Willigen
Pour les articles homonymes, voir Willigen (homonymie).

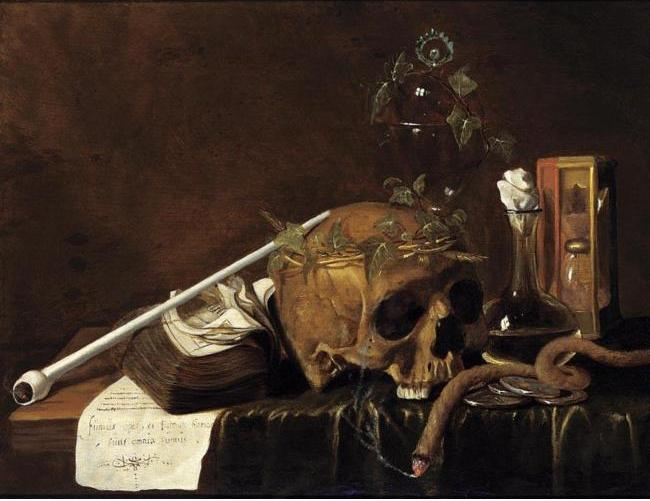
Nature morte avec un crâne, un livre, une pipe, un carafon et un sablier.

Pieter van der Willigen, né en 1634 à Bergen op Zoom et mort en 1694 à Anvers, est un peintre flamand baroque.

## Biographie
Selon Cornelis de Bie, il naît à Bergen op Zoom et est un bon peintre de nature morte. Selon le RKD, il devient un élève de Thomas Willeboirts Bosschaert en 1652, est un membre de la Guilde de Saint-Luc de 1655 à 1669, et devient poorter à Anvers en 1661. Il est connu comme un peintre de nature morte qui a influencé David Bailly. En 1662, son frère Jan van der Willigen est son élève. Il meurt à Anvers.

## Œuvres
De nombreuses peintures qui lui étaient autrefois attribuées ont été réattribuées à Hendrick Andriessen, notamment celles qui présentent une couronne de paille au-dessus d'un crâne. Aujourd'hui, il reste très peu d'œuvres qui peuvent lui être attribuées, bien que De Bie ait écrit un poème d'une page sur ses peintures "immobiles", et que Houbraken ait également inclus un poème sur ses peintures de natures mortes provenant d'une autre source.